# Cá hồng ánh vàng
Cá hồng ánh vàng, danh pháp là Lutjanus fulviflamma, là một loài cá biển thuộc chi Lutjanus trong họ Cá hồng. Loài này được mô tả lần đầu tiên vào năm 1775.

## Từ nguyên
Từ định danh được ghép bởi hai âm tiết trong tiếng Latinh: fulvus ("vàng nâu") và flamma ("lửa"), không rõ hàm ý, có lẽ đề cập đến màu vàng tươi của phần thân trên và đuôi được quan sát ở một số cá thể.

## Phạm vi phân bố và môi trường sống

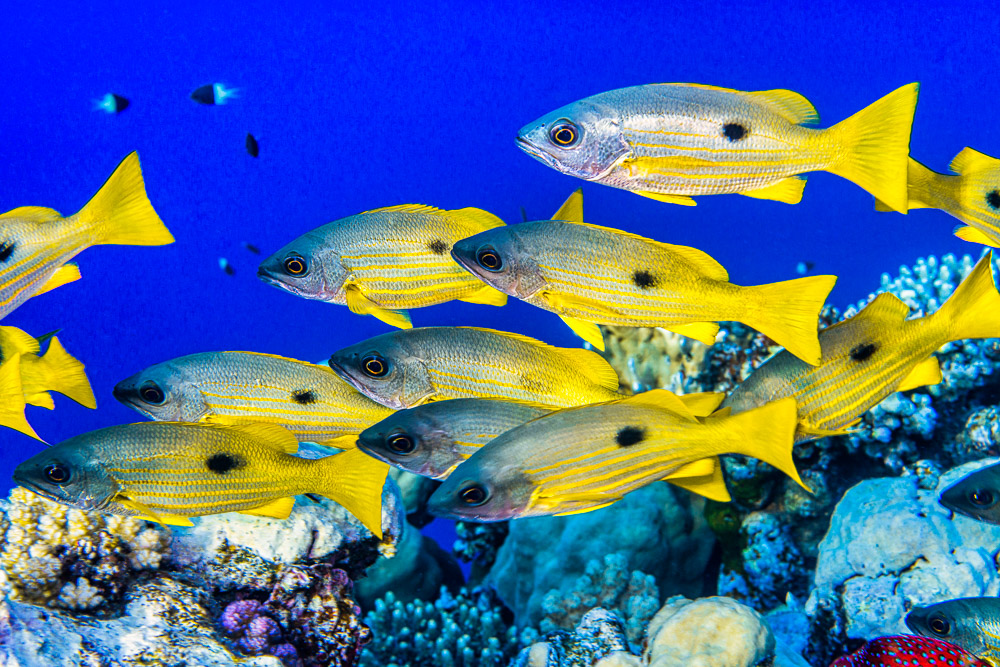
Một đàn cá hồng ánh vàng (ngoài khơi Ai Cập)

Cá hồng ánh vàng có phân bố rộng khắp khu vực Ấn Độ Dương - Thái Bình Dương. Dọc theo vùng biển bao quanh bán đảo Ả Rập và Đông Phi, loài này có phạm vi trải dài về phía đông đến Samoa và Tonga, ngược lên phía bắc đến quần đảo Ryukyu (Nhật Bản) và đảo Jeju (Hàn Quốc), giới hạn phía nam đến Nam Phi và Úc (gồm cả đảo Lord Howe). Cá hồng ánh vàng cũng được ghi nhận tại vùng biển Việt Nam.
Cá hồng ánh vàng cũng đã được thu thập tại đảo Malta, và đây là ghi nhận đầu tiên về loài cá hồng này ở Địa Trung Hải. Qua kết quả phân tích phát sinh loài cho thấy, mẫu vật có nguồn gốc từ Đông Phi, và nó đã đến được Địa Trung Hải thông qua kênh đào Suez.
Cá hồng ánh vàng sống tập trung trên các rạn san hô và trong đầm phá ở độ sâu đến ít nhất là 35 m. Cá con có thể được tìm thấy ở vùng cửa sông ngập mặn hoặc hạ lưu các dòng nước ngọt.

## Mô tả
Chiều dài cơ thể lớn nhất được ghi nhận ở cá hồng ánh vàng là 35 cm. Cá có màu nâu nhạt, vùng lưng và thân trên sẫm nâu, vùng bụng trắng. Hai bên lườn có các sọc ngang màu vàng. Một đốm đen lớn ở ngay đường bên. Các vây có màu vàng, đặc biệt vây đuôi vàng tươi.
Số gai ở vây lưng: 10; Số tia vây ở vây lưng: 12–14; Số gai ở vây hậu môn: 3; Số tia vây ở vây hậu môn: 8; Số tia vây ở vây ngực: 15–17; Số lược mang vòng cung thứ nhất: 16–19.

## Sinh học
Thức ăn của cá hồng ánh vàng là các loài cá nhỏ hơn và các loài động vật giáp xác. Chúng thường hợp thành đàn với Lutjanus kasmira và Lutjanus lutjanus.
Ở bờ đông Úc, cá hồng ánh vàng được ghi nhận là sống đến 17 năm, trong khi ở Nouvelle-Calédonie, tuổi thọ lớn nhất được biết đến ở chúng là 23 năm. Trong một mùa sinh sản, cá cái có thể đẻ từ 51.000 đến 460.000 trứng.

## Thương mại
Cá hồng ánh vàng được đánh bắt trên khắp các vùng biển thuộc phạm vi của chúng. Ở vịnh Ba Tư, cá hồng ánh vàng là nguồn lợi thủy sản tầng đáy đặc biệt quan trọng ở Các Tiểu vương quốc Ả Rập Thống nhất. Đây cũng là loài thương mại quan trọng ở Tanzania.